# 성 요한 대성당 (콤라트)

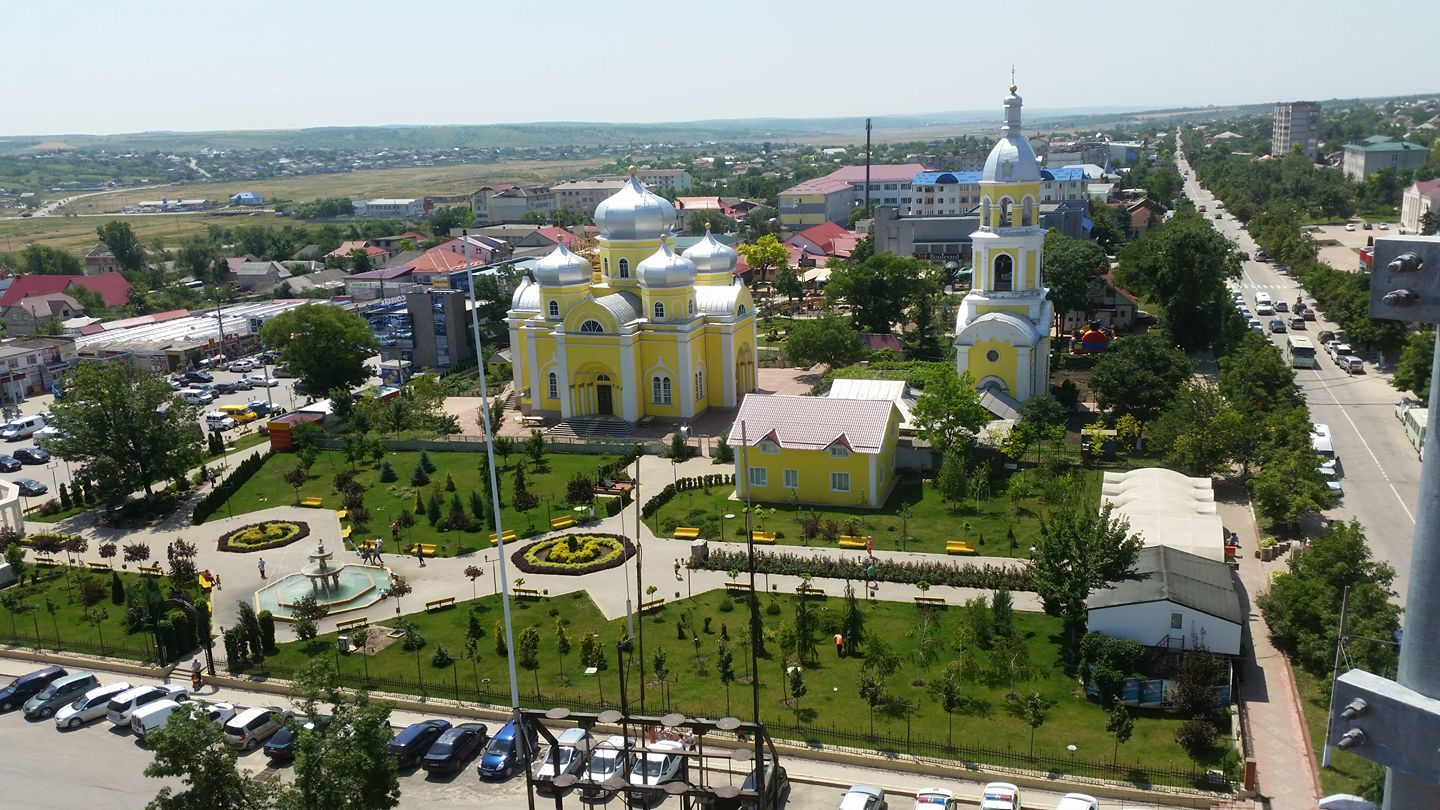
성 요한 대성당

성 요한 대성당(루마니아어: Catedrala Sfântul Ioan Botezătorul)은 몰도바의 자치 구역 가가우지아 콤라트에 있는 정교회 대성당이다. 러시아 정교회의 일부인 몰도바 정교회의 카훌과 콤라트 교구에 속한 교회다.